# ケリー・マーフィー
ケリー・マーフィー（Kelly Murphy、1989年10月20日 - ）は、アメリカ合衆国の女子バレーボール選手。ポジションはオポジット。元アメリカ合衆国代表。

## 来歴
フロリダ大学を卒業後、プエルトリコのクラブリーグで1年プレーしていた。
2013年、アメリカ代表に初選出される。同年6月のパンアメリカンカップで代表デビューし金メダルを獲得した。同年8月のワールドグランプリではレギュラーに抜擢され、チーム最多得点をマークした。
また、北中米選手権で優勝を果たし、自身もMVPに輝いた。同年11月のグラチャンではジョーダン・ラーソンに次ぐ得点をマークし、銀メダルを獲得した。
2013-14シーズンはイタリアセリエAのAGIL Volleyでプレーしていた。
2014年10月、イタリアで行われた世界選手権では金メダルを獲得した。翌11月、上尾メディックスはマーフィーの入団を発表した。加入初年度の2014-15シーズンではサーブ賞を受賞するなど大活躍を見せ、プレミア初昇格のチームを3位に導いた。2016年3月に上尾を退団し、2016-17シーズンは中国バレーボールリーグの河南でプレーする。2016年8月に行われたリオデジャネイロオリンピックで銅メダルを獲得した。

## 球歴
- オリンピック - 2016年
- 世界選手権 - 2014年、2018年
- グラチャン - 2013年
- ワールドグランプリ - 2013年、2014年、2015年、2016年、2017年
- ネーションズリーグ - 2018年
- 北中米選手権 - 2013年

## 受賞歴
- 2007年 世界ジュニア選手権 ベストサーバー
- 2013年 北中米選手権　MVP、ベストオポジット
- 2015年 2014/15Vプレミアリーグ サーブ賞[7]

## 所属クラブ
- フロリダ大学（2008-2011）
- Mets de Guaynabo（2012年）
- Vaqueras de Bayamón（2013年）
- AGILバレー（2013-2014年）
- 上尾メディックス（2014-2016年）
- 河南（2016-2017年）
- 上海（中国語版）（2018年）